# 林向阳 (解放军)
林向阳（1964年10月—），福建省福清縣（今福建福清）人，中国人民解放军陆军上将。现任东部战区司令员、中共第二十届中央委员。
林向阳曾任於原陆军第31集团军期間與习近平在福建一起共事過，被广泛认为是习近平派系“閩江新軍”的成員之一。

## 生平
林向阳是福清一中80届高中毕业生，考入中国人民解放军南昌陆军学院学习。
1983年7月毕业后，分配至陆军第31集团军。曾任91师273团排长、参谋、连长、股长。
1994年起，历任271团营长、团参谋长、副团长，2000年2月任273团团长。
2003年7月起，任86师参谋长、副师长，期间于2005年至2007年入国防大学中青班学习。
2008年3月，升任陆军第31集团军91师师长。
2013年5月，升任陆军第31集团军副军长。2014年7月晋升少将军衔。
2015年9月3日，在纪念中国人民抗日战争暨世界反法西斯战争胜利70周年大会阅兵式中，林向阳是夜袭阳明堡“战斗模范连”英模部队方队的将军领队。
2016年7月，升任陆军第47集团军军长。
2017年3月，调任新组建的陆军第82集团军军长。
2019年4月，调任陆军第72集团军军长。10月1日，在庆祝中华人民共和国成立70周年大会阅兵式上率陆军方队接受检阅。
2020年4月，升任东部战区副司令员、战区陆军司令员，晋升中将军衔。
2021年8月，升任中部战区司令员，晋升上将军衔。
2022年1月，重返东部战区任司令员。